# Katarzyna Jachimowska
Katarzyna Jachimowska – polska językoznawczyni. Zajmuje się problematyką współczesnej polszczyzny oraz zaburzeniami mowy i komunikacji.

## Życiorys
24 października 1997 obroniła pracę doktorską Tekst jako element komunikatu telewizyjnego. 11 kwietnia 2014 uzyskała stopień doktora habilitowanego. 
Prowadzi zajęcia na kierunku filologia polska, logopedia oraz logopedia z audiologią. Współtworzyła podręcznik Kreatywność językowa w reklamie. Jest autorką artykułów naukowych z zakresu genologii lingwistycznej, pragmalingwistyki, socjolingwistyki, stylistyki oraz różnych aspektów funkcjonowania osób z zaburzeniami słuchu.
W 2018 roku została przewodniczącą Łódzkiego Oddziału Towarzystwa Miłośników Języka Polskiego. Jest także członkiem zespołu Poradni Językowej Uniwersytetu Łódzkiego.

## Publikacje
- 2012: Niesłyszący wśród znaczeń wyrazów i związków wyrazowych[1]
- 2012: Niesłyszący w nowych mediach[1]
- 2012: Komunikacyjne aspekty wybranych aktów i gatunków mowy realizowanych w tekstach osób niesłyszących[1]